# Frederikshavn–Læsø
Frederikshavn–Læsø är en färjelinje mellan Frederikshavn och Læsø, bägge i Danmark. Före 1872 skedde transport av personer och gods genom vanliga segelbåtar. Då Vesterø hamn stod färdig det året etablerades en fast postlinje. Med början 1887 skedde förbindelsen med ångfartyg och sedan 1961 sker framdrivningen med dieselmotor. På 1960-talet medförde ökad turism ett ökat resande. Læsø kommun sköter förbindelsen